# Мус Вилсон Роуд (Вајоминг)
Мус Вилсон Роуд (енгл. Moose Wilson Road) насељено је место без административног статуса у америчкој савезној држави Вајоминг.

## Демографија
По попису из 2010. године број становника је 1.821, што је 382 (26,5%) становника више него 2000. године.
| Група             | 2000.         | 2010.         |
| Белци             | 1.385 (96,2%) | 1.728 (94,9%) |
| Афроамериканци    | 3 (0,2%)      | 1 (0,1%)      |
| Азијати           | 5 (0,3%)      | 17 (0,9%)     |
| Хиспаноамериканци | 29 (2,0%)     | 55 (3,0%)     |
| Укупно            | 1.439         | 1.821         |